# Osamu Watanabe

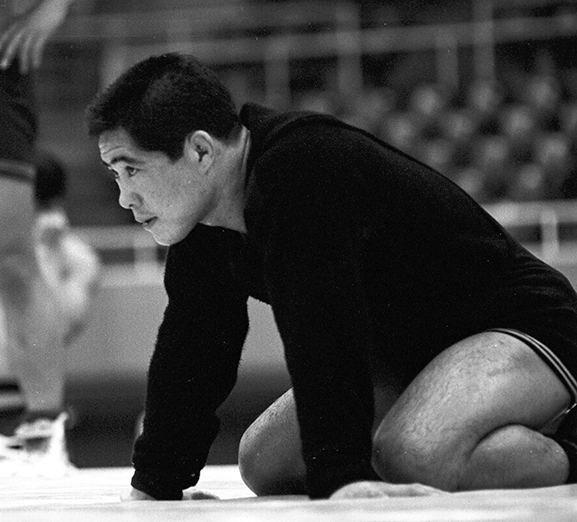
Osamu Watanabe (1964)

Osamu Watanabe (jap. 渡辺 長武, Watanabe Osamu; * 21. Oktober 1940 in Wassamu, Hokkaidō; † 1. Oktober 2022) war ein japanischer Ringer. Er war Olympiasieger 1964 im freien Stil im Federgewicht.

## Werdegang
Osamu Watanabe erlernte das Ringen im Zuge eines Sonderprogrammes des japanischen Olympischen Komitees an einer Oberschule. Er besuchte anschließend die Amo-Universität in Tokio, wo er sich, da er inzwischen zu den japanischen Spitzenringern im freien Stil gehörte, gezielt auf die großen internationalen Wettkämpfe vorbereiten konnte. Seine erste internationale Meisterschaft bestritt Osamu 1962 bei den Asian Games in Jakarta, wo er im Federgewicht überlegen gewann.
Im gleichen Jahr holte sich Osamu in Toledo/USA mit fünf Siegen auch seinen ersten WM-Titel im Federgewicht. Auch bei der Weltmeisterschaft 1963 in Sofia blieb Osamu ungeschlagen. Die starken Ringer Wladimir Rubaschwili aus der Sowjetunion, Mohammad Ebrahim Seifpour aus dem Iran und Stancho Kolew Iwanow aus Bulgarien hatten gegen ihn keine Chance.
Als hoher Favorit ging Osamu 1964 in Tokio in das olympische Turnier im Federgewicht. Er wurde dieser Favoritenstellung auch voll gerecht und kam mit sechs überzeugenden Siegen zum Olympiasieg.
Nach Tokio trat Osamu Watanabe vom aktiven Ringersport zurück. Er hatte 186 Kämpfe in Folge gewonnen. Auch bei den internationalen Meisterschaften, die er bestritt, landete er nur Siege.

## Internationale Erfolge
(OS = Olympische Spiele, WM = Weltmeisterschaft, F = freier Stil, Fe = Federgewicht, damals bis 63 kg Körpergewicht)
- 1962, 1. Platz, Asian Games in Jakarta, F, Fe, vor Mohamad Akhtar, Pakistan u. Ibragim Mohammad, Afghanistan;
- 1962, 1. Platz, WM in Toledo/USA, F, Fe, mit Siegen über Ahmed Seyit Agrali, Türkei, Nodar Chochaschwili, Sowjetunion, Stefanos Ioannidis, Griechenland, Ewald Tauer, Deutschland u. Mohammad Khadem, Iran;
- 1963, 1. Platz, WM in Sofia, F, Fe, mit Siegen über Georges Ballery, Frankreich, Wladimir Rubaschwili, Sowjetunion, Tauno Jaskari, Finnland, Yunus Pehliwan, Türkei, Mohammad Ebrahim Seifpour, Iran u. Stancho Kolew Iwanow, Bulgarien;
- 1964, Goldmedaille, OS in Tokio, F, Fe, mit Siegen über Baldangiin Sandschaa, Mongolei, John Alan Smith, USA, Raul Romero, Argentinien, Reiner Schilling, BRD, Nodar Chochaschwili u. Stancho Kolew Iwanow